# Leonurus cardiaca
La cardiaca comune (nome scientifico Leonurus cardiaca L., 1753) è una piccola pianta erbacea perenne dai fiori labiati appartenente alla famiglia delle Lamiaceae.

## Etimologia
Il nome generico "leonurus" deriva da due parole greche: "lewn" (= leone) e "oura" (= coda) che insieme significano "simile alla coda di un leone" (in riferimento alla pubescenza dell'infiorescenza). L'epiteto specifico "cardiaca" invece deriva dall'antica consuetudine di ritenere efficace tale pianta sia per i dolori gastrici che cardiaci.
Il nome scientifico della specie è stato definito da Linneo (1707 – 1778) biologo e scrittore svedese, considerato il padre della moderna classificazione scientifica degli organismi viventi, nella pubblicazione "Species Plantarum - 2: 584" del 1753.

## Storia
La Leonurus cardiaca L. venne importata dall'Asia verso il VII secolo per poi diffondersi in quasi tutta Europa, escluse le regioni mediterranee. Nel XV secolo era coltivata nei giardini dei monasteri e cento anni più tardi il medico francese Ambroise Paré menzionò e parlò delle proprietà curative della Cardiaca, come pianta efficace per i disturbi cardiaci di carattere nervoso come il cardiopalmo, ovvero le palpitazioni.

## Descrizione

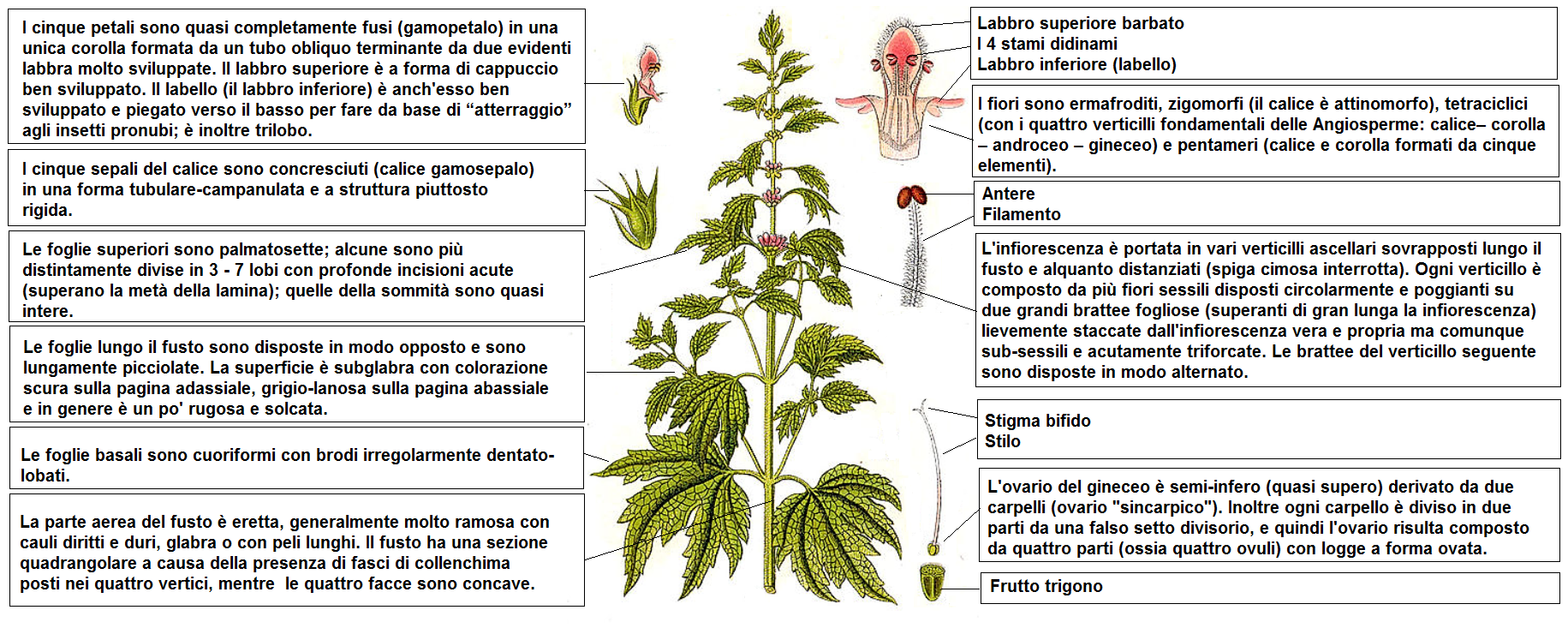
Descrizione delle parti della pianta

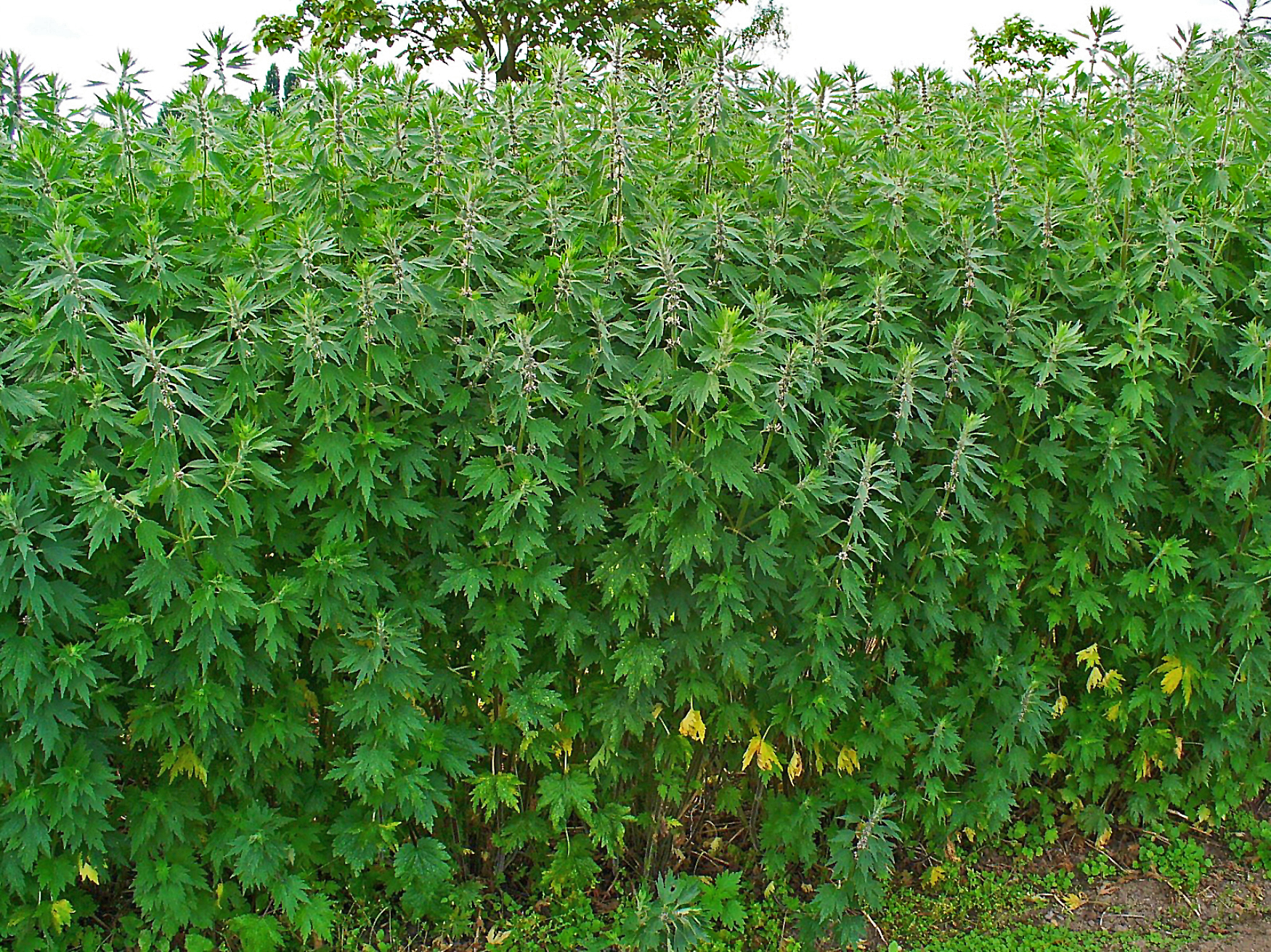
Il portamento

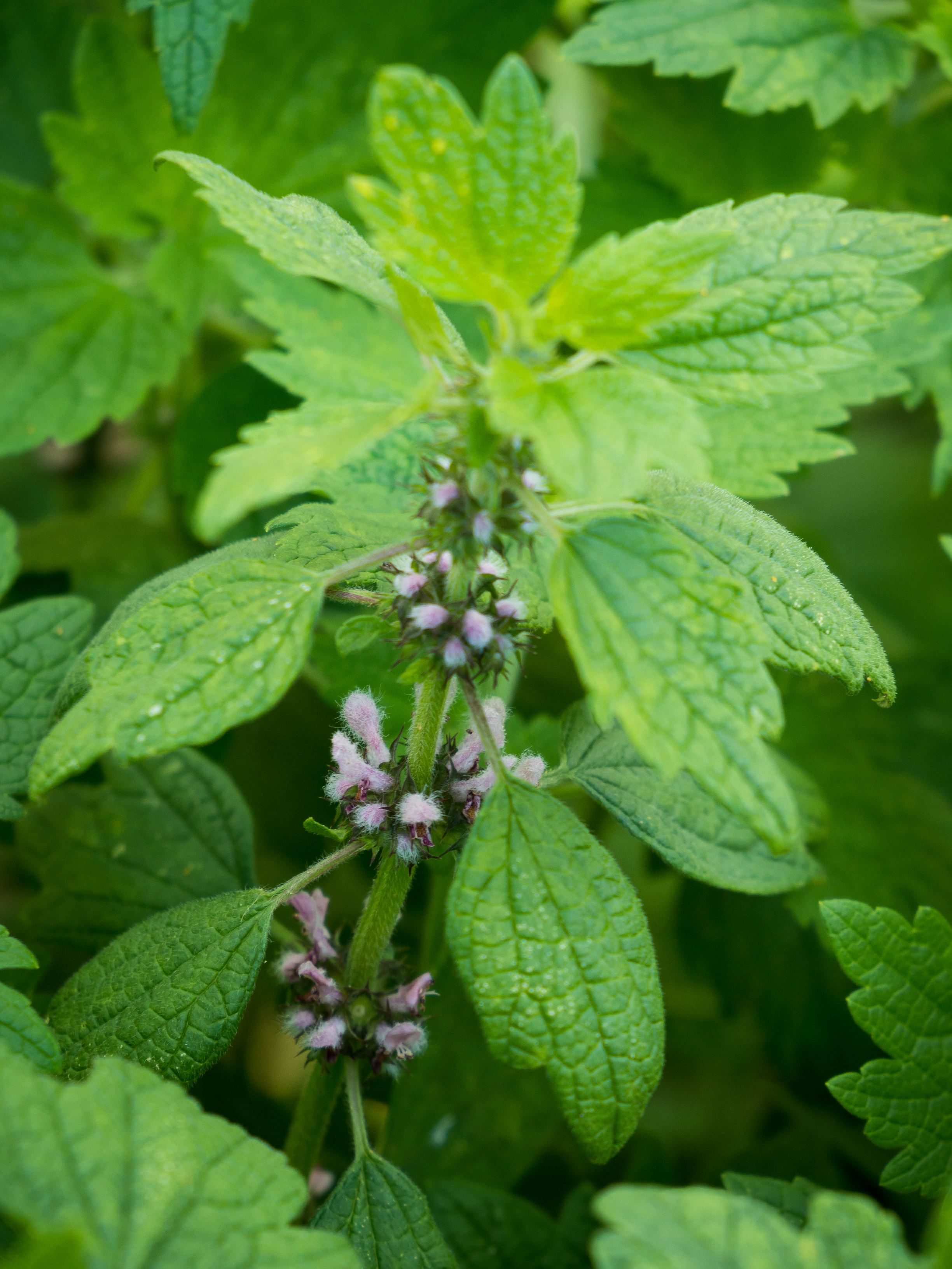
Le foglie

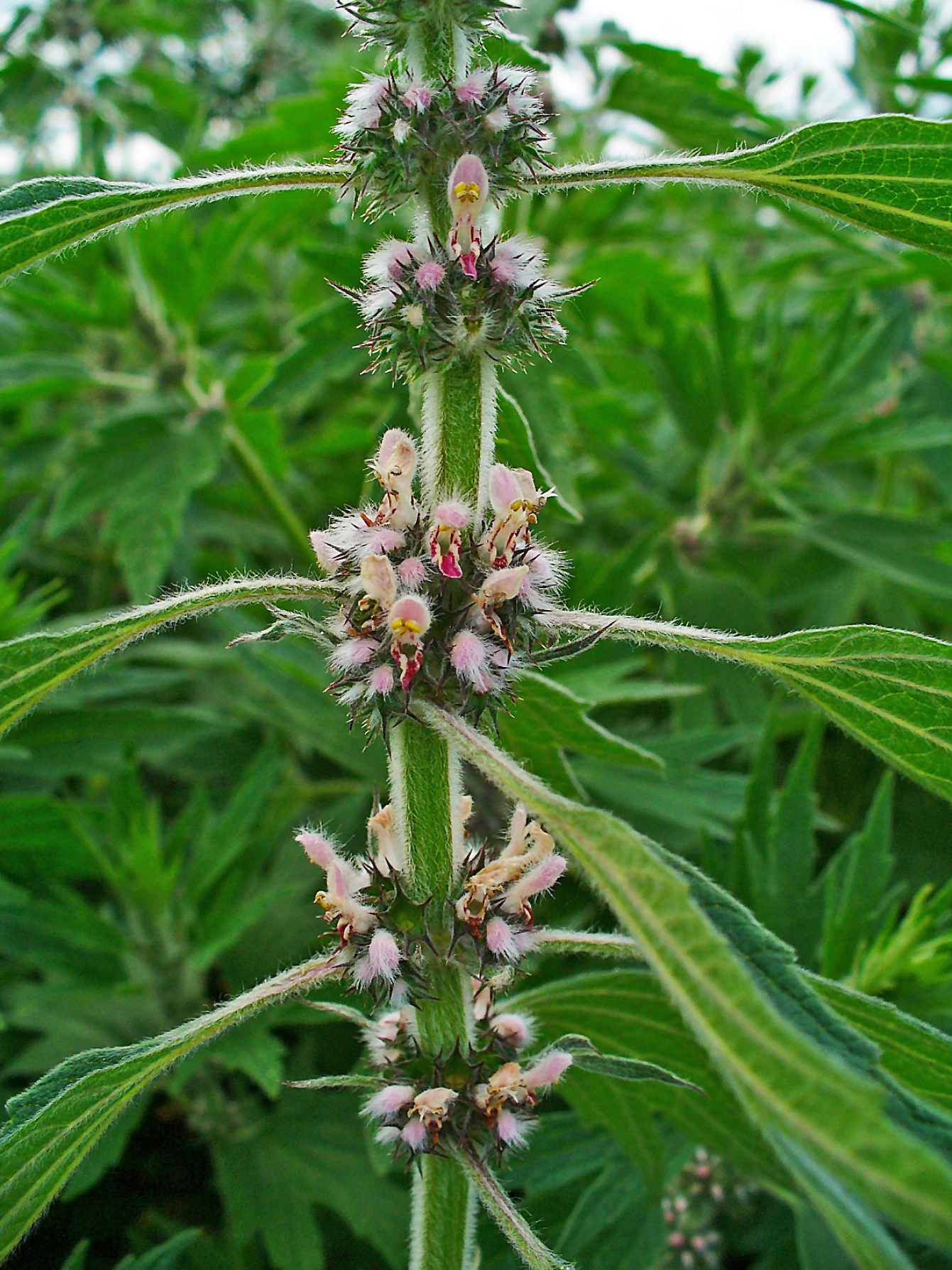
Infiorescenza

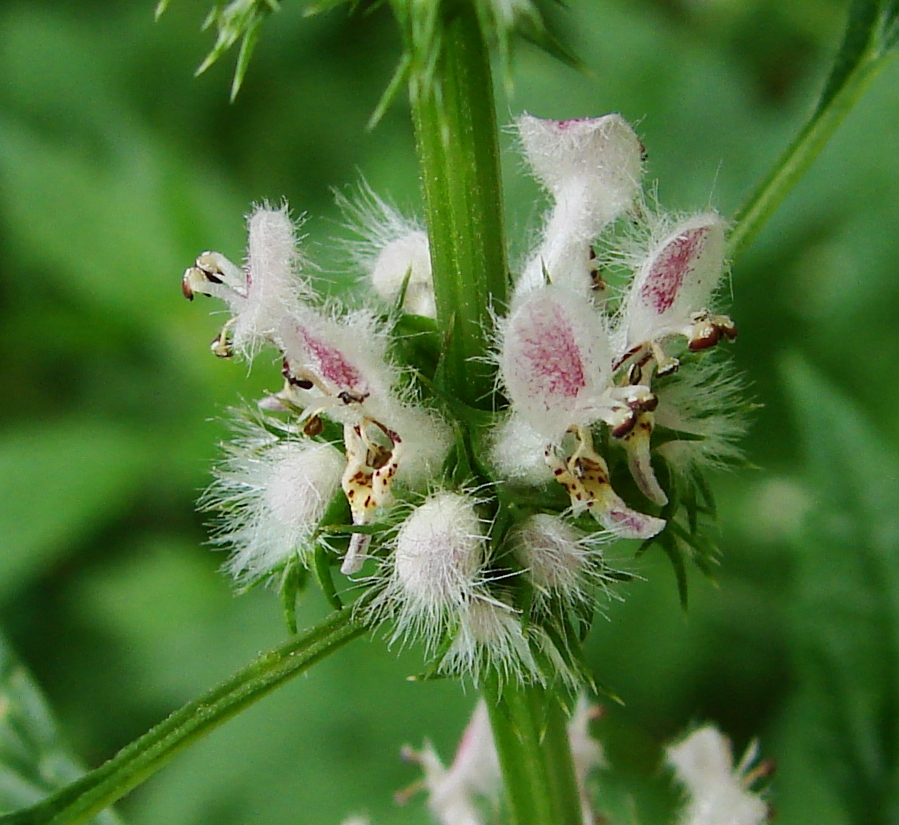
I fiori

Queste piante arrivano ad una altezza di 3 - 8 dm (massimo 15 dm). La forma biologica è emicriptofita scaposa (H scap), ossia in generale sono piante erbacee, a ciclo biologico perenne, con gemme svernanti al livello del suolo e protette dalla lettiera o dalla neve e sono dotate di un asse fiorale eretto e spesso privo di foglie. Queste piante in genere sono peloso-biancastre (più raramente possono essere anche glabre) ed hanno un odore sgradevole (specialmente i fiori).

### Radici
Le radici sono secondarie da rizoma. Il rizoma è breve con portamento obliquo.

### Fusto
La parte aerea del fusto è eretta, generalmente molto ramosa con cauli diritti e duri, glabra o con peli lunghi 0,1 - 0,5 mm. Il fusto ha una sezione quadrangolare a causa della presenza di fasci di collenchima posti nei quattro vertici, mentre le quattro facce sono concave.

### Foglie
Le foglie lungo il fusto sono disposte in modo opposto e sono lungamente picciolate. Quelle basali sono cuoriformi con bordi irregolarmente dentato-lobati; quelle superiori sono palmatosette; alcune sono più distintamente divise in 3 - 7 lobi con profonde incisioni acute (superano la metà della lamina); quelle della sommità sono quasi intere. La superficie è subglabra con colorazione scura sulla pagina adassiale, grigio-lanosa sulla pagina abassiale e in genere è un po' rugosa e solcata. Dimensione delle foglie superiori: larghezza 4 – 7 cm; lunghezza 5 – 6 cm. Lunghezza del picciolo: 3 cm.

### Infiorescenza
L'infiorescenza è portata in vari verticilli ascellari sovrapposti lungo il fusto e alquanto distanziati (spiga cimosa interrotta). Ogni verticillo è composto da più fiori sessili disposti circolarmente e poggianti su due grandi brattee fogliose (superanti di gran lunga la infiorescenza) lievemente staccate dall'infiorescenza vera e propria ma comunque sub-sessili e acutamente triforcate. Le brattee del verticillo seguente sono disposte in modo alternato. Sono presenti anche delle bratteole di tipo setaceo. Diametro dei verticillastri: 10 – 15 mm.

### Fiore
I fiori sono ermafroditi, zigomorfi (il calice è attinomorfo), tetraciclici (con i quattro verticilli fondamentali delle Angiosperme: calice– corolla – androceo – gineceo) e pentameri (calice e corolla sono formati da cinque elementi). Sono inoltre omogami (autofecondanti). Lunghezza del fiore: 8 – 12 mm.
- Formula fiorale. Per questa specie la formula fiorale della famiglia è la seguente:

X, K (5), [C (2+3), A 2+2], G (2), supero, drupa, 4 nucole
- Calice: i cinque sepali del calice sono concresciuti (calice gamosepalo) in una forma tubulare-campanulata e a struttura piuttosto rigida. Il calice termina con cinque lunghi denti triangolari subito subulati e all'apice aristati, simili a setole spinose, divergenti (quelli superiori sono ripiegati verso l'alto o patenti) e più o meno uguali (simmetria più o meno attinomorfa tendente ad un raggruppamento dei denti tipo 3/2). La superficie del calice è percorsa da alcune nervature (5 - 10) longitudinali. Il calice è inoltre persistente. Lunghezza del calice: 6 – 8 mm (lunghezza dei denti: 3 mm).
- Corolla: i cinque petali sono quasi completamente fusi (gamopetalo) in un'unica corolla pubescente formata da un tubo obliquo terminante da due evidenti labbra molto sviluppate derivate da 4 lobi (la struttura è: 1/3). Il labbro superiore è a forma di cappuccio ben sviluppato; in questo modo protegge gli organi di riproduzione dalle intemperie e dal sole; inoltre si presenta lanoso. Il labello (il labbro inferiore) è anch'esso ben sviluppato e piegato verso il basso per fare da base di “atterraggio” agli insetti pronubi; è inoltre trilobo. Tutta la corolla supera di poco i denti del calice. Le fauci internamente sono circondate da un anello di peli (caratteristica comune a molte "labiate" che ha lo scopo di impedire l'accesso ad insetti più piccoli e non adatti all'impollinazione). Il colore della corolla è roseo. Lunghezza della corolla: 8 – 12 mm.
- Androceo: gli stami dell'Androceo sono quattro (didinami - due corti e due lunghi – quello mediano posteriore, il quinto stame, manca per aborto) e sono tutti fertili. Il paio posteriore è più breve, mentre l'altra copia è aderente al labbro superiore della corolla e sporge lievemente; tutti i filamenti sono paralleli tra di loro, sono pubescenti e sono adnati alla base della corolla. Le antere sono a deiscenza longitudinale; sono inoltre conniventi. Le teche sono poco distinte e sono divaricate. I granuli pollinici sono del tipo tricolpato o esacolpato.
- Gineceo: l'ovario del gineceo è semi-infero (quasi supero) derivato da due carpelli (ovario "sincarpico"). Inoltre ogni carpello è diviso in due parti da una falso setto divisorio, e quindi l'ovario risulta composto da quattro parti (ossia quattro ovuli) con logge a forma ovata. La placentazione è assile. Gli ovuli hanno un tegumento e sono tenuinucellati (con la nocella, stadio primordiale dell'ovulo, ridotta a poche cellule).[14] Lo stilo è semplice ed è inserito tra i carpelli alla base dell'ovario (stilo “ginobasico”). Lo stimma è bifido con lobi subuguali o ineguali. Il nettare è nascosto sotto l'ovario.
- Fioritura: da giugno ad agosto (settembre).

### Frutti
Il frutto è una nucula acheniforme (schizocarpo); più precisamente è una drupa (ossia una noce) con quattro semi (uno per ovulo derivato dai due carpelli divisi a metà). Questo frutto nel caso delle Lamiaceae viene chiamato “clausa”. Le quattro parti in cui si divide il frutto principale, sono ancora dei frutti (parziali) ma monospermici (un solo seme) e privi di endosperma. La forma è trigona, troncata all'apice con superficie ricoperta da peli ghiandolari e di colore marrone. I frutti si trovano all'interno del calice persistente.

## Riproduzione
- Impollinazione: l'impollinazione avviene tramite insetti (impollinazione entomogama): ditteri, imenotteri e più raramente lepidotteri.[15][16]
- Riproduzione: la fecondazione avviene fondamentalmente tramite l'impollinazione dei fiori (vedi sopra).
- Dispersione: i semi cadendo a terra (dopo essere stati trasportati per alcuni metri dal vento – disseminazione anemocora) sono successivamente dispersi soprattutto da insetti tipo formiche (disseminazione mirmecoria).[17] Per questo scopo i semi hanno una appendice oleosa (elaisomi, sostanze ricche di grassi, proteine e zuccheri) che attrae le formiche durante i loro spostamenti alla ricerca di cibo.[18]

## Distribuzione e habitat

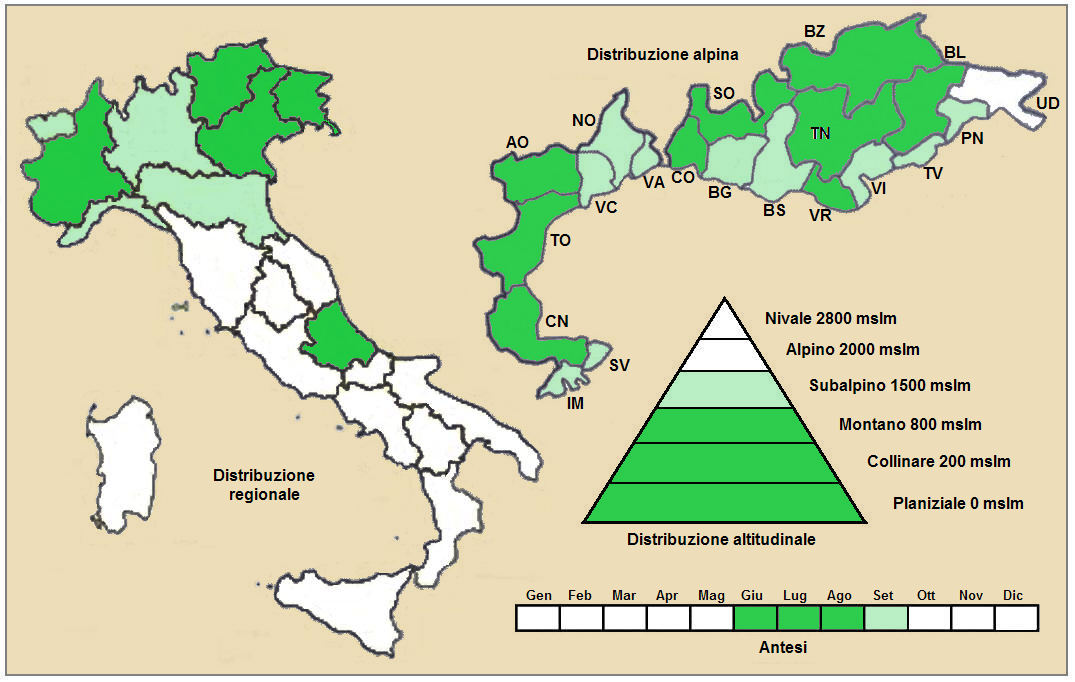
Distribuzione della pianta
(Distribuzione regionale – Distribuzione alpina)

- Geoelemento: il tipo corologico (area di origine) è Asiatico Temperato o anche Eurasiatico.
- Distribuzione: in Italia è una pianta rara e si trova solamente al Nord (è stata introdotta come pianta medicinale e poi si è naturalizzata[8]). Nelle Alpi italiane è presente con discontinuità, oltre confine (sempre nelle Alpi) si trova in Francia e Svizzera (sempre in modo discontinuo), mentre è ovunque presente in Austria e Slovenia. Sugli altri rilievi europei collegati alle Alpi si trova nella Foresta Nera, Vosgi, Massiccio del Giura, Massiccio Centrale, Monti Balcani e Carpazi.[20] Nel resto dell'Europa si trova un po' ovunque con una distribuzione più o meno continua fino alla Cina.[13]
- Habitat: l'habitat tipico per questa specie sono gli incolti, le zone ruderali, i muri, i greti dei fiumi e le concimaie. Il substrato preferito è calcareo ma anche calcareo/siliceo con pH basico, alti valori nutrizionali del terreno che deve essere secco.
- Distribuzione altitudinale: sui rilievi queste piante si possono trovare fino a 1400 m s.l.m.; frequentano quindi i seguenti piani vegetazionali: collinare, montano e in parte quello subalpino (oltre a quello planiziale – a livello del mare).

### Fitosociologia
Dal punto di vista fitosociologico Leonurus cardiaca appartiene alla seguente comunità vegetale:
Formazione : delle comunità perenni nitrofile
Classe : Artemisietea vulgaris
Ordine : Onopordetalia acanthii
Alleanza : Arction lappae

## Tassonomia
La famiglia di appartenenza della specie (Lamiaceae), molto numerosa con circa 250 generi e quasi 7000 specie, ha il principale centro di differenziazione nel bacino del Mediterraneo e sono piante per lo più xerofile (in Brasile sono presenti anche specie arboree). Per la presenza di sostanze aromatiche, molte specie di questa famiglia sono usate in cucina come condimento, in profumeria, liquoreria e farmacia. Il genere Leonurus si compone di circa 20 specie una sola delle quali vive spontaneamente in Italia. Nelle classificazioni meno recenti la famiglia Lamiaceae viene chiamata Labiatae.

### Filogenesi
In base ai botanici del gruppo Angiosperm Phylogeny Group il genere di questa specie è circoscritto nella tribù Leonureae Dumort. che a sua volta è inclusa nella sottofamiglia Lamioideae.Harley.
Il numero cromosomico di L. cardiaca è: 2n = 18.

### Sottospecie
Alcune checklist per questa specie riconoscono la seguente sottospecie:
- Leonurus cardiaca subsp. turkestanicus (V. Krecz & Kuprian.) Rech. f.

### Sinonimi
Questa entità ha avuto nel tempo diverse nomenclature. L'elenco seguente indica alcuni tra i sinonimi più frequenti:
- Cardiaca crispa (Murray) Moench
- Cardiaca glabra  Gilib. [Invalid]
- Cardiaca stachys  Medik.
- Cardiaca trilobata  Lam.
- Cardiaca vulgaris  Moench
- Lamium cardiaca  (L.) Baill.
- Leonurus aconitifolius  Schltdl. ex Ledeb.
- Leonurus campestris  Andrz. ex Benth.
- Leonurus canescens  Dumort.
- Leonurus cardiaca var. adscendens  K.Koch
- Leonurus cardiaca var. canescens  (Dumort.) T.Durand
- Leonurus cardiaca var. hirtella  Holub
- Leonurus cardiaca subsp. intermedius  (Holub) Dostál
- Leonurus cardiaca var. intermedius  Holub
- Leonurus cardiaca var. rotundifolia  Zalewski
- Leonurus crispus  Murray
- Leonurus discolor  W.D.J.Koch
- Leonurus glabra  (Gilib.) Gilib.
- Leonurus illyricus  Benth.
- Leonurus intermedius  Holub
- Leonurus lacerus  Lindl.
- Leonurus multifidus  Raf.
- Leonurus neglectus  Schrank
- Leonurus ruderalis  Salisb.
- Leonurus trilobatus  (Lam.) Dulac
- Stachys triloba  Stokes

Sinonimi della sottospecie turkestanicus
- Leonurus cardiaca var. pubescens (Benth.) Hook. f.
- Leonurus cardiaca var. royleana  (Benth.) Hook. f.
- Leonurus pubescens  Benth.
- Leonurus royleana  Benth.
- Leonurus turkestanicus  V. Krecz. & Kuprian.

### Specie simili
Una specie abbastanza simile a quella di questa voce è Chaiturus marrubiastrum Ehrh. ex Willd.; quest'ultima si distingue per le foglie appena dentellate nella metà superiore; per la assenza dell'anello interno di peli nella corolla; per i verticilli dell'infiorescenza più ravvicinati e maggiormente pubescenti.

## Usi

### Farmacia
Anticamente la Cardiaca veniva usata come rimedio a palpitazioni, dolori mestruali, disturbi gastrici ed anche come cicatrizzante. In effetti l'analisi chimica delle sostanze contenute in questa pianta rivela la presenza (0,17%) di un glucoside, di una saponina acida di un olio essenziale, di acido tannico, di resine varie, di grassi e altri acidi organici; probabilmente un miscuglio di queste sostanze, sotto forma di sciroppi, hanno un'azione sedativa sul sistema nervoso centrale e vegetativo oltre che sull'apparato cardio-vascolare.

### Industria
Dalla pianta si può ricavare, mediante decotti, un colorante per tessuti di colore scuro verde-oliva.

### Cucina
I fiori sia freschi che secchi si usano come spezie aromatizzanti nelle zuppe di lenticchie o di piselli. A volte sono usati anche nella produzione della birra o per fare del tè.

## Altre notizie
La cardiaca comune in altre lingue è chiamata nei seguenti modi:
- (DE)  Gewöhnlicher Löwenschwanz, Herzgespann
- (FR)  Agripaume cardiaque
- (EN)  Motherwort

La Leonurus cardiaca contiene un alcaloide un lievemente psicoattivo chiamato Leonurina.